# Physematium angolensis
Physematium angolensis — вид родини вудсієвих (Woodsiaceae), поширений на півдні Африки.

## Середовище проживання
Зростає на півдні Африки: Ангола, ПАР.